# Voices in Flight
Voices in Flight ist ein Jazzalbum von Judy Niemack und Jay Clayton. Das im Juni 2023 auf GAM Records erschienene Album war das letzte, das Jay Clayton veröffentlichte (die Sängerin starb an Silvester 2023 im Alter von 82 Jahren).

## Hintergrund
Die Jazzsängerinnen Judy Niemack und Jay Clayton hatten sich bereits in den 1970er-Jahren kennengelernt. „Voices in Flight“ ist ihr erster gemeinsames Studioalbum. Sie haben seit den frühen 2000er-Jahren einen Teil des Albummaterials in Live-Shows aufgeführt, darunter ihr Medley aus „Body and Soul“ und Idrees Suliemans Bearbeitung davon, „Orange Blossoms“ („With You“). Ein weiteres Stück ist „He’s a Man“ („Sagittarius“), eine Komposition von Curtis Fuller, wiederum mit Niemacks Text.
Niemacks Fähigkeit, verbale und melodische Syntax in Einklang zu bringen, geht in beide Richtungen, wie ihre Vertonung von Joy Hargos „Eagle Poem“ zeigt. Hargo wurde 2019 zum Poet Laureate der Vereinigten Staaten ernannt und war damit der erste amerikanische Ureinwohner, der auf diese Weise geehrt wurde. Claytons „Haperchance“, ein Duett mit Jay Anderson, ihrem langjährigen musikalischen Partner, wirkt komplementär. Sie rezitiert dabei ihr Gedicht und fügt zwischen jeder Zeile Momente freier Stimm- und Bassimprovisation ein.

## Titelliste
- Jay Clayton: Voices in Flight[3]

1. Questions and Answers (Play Pen) (Curtis Fuller/Judy Niemack) 6:50
2. Ditto (Jay Clayton) 7:25
3. With You (Orange Blossoms) – Body and Soul (Idrees Sulieman/Judy Niemack – Green/Heyman/Sour/Eyton) 6:10
4. You (Hum) (Bob Brookmeyer/Judy Niemack) 6:58
5. Beloved (Phil Markowitz/Judy Niemack) 4:25
6. Beginner (Jay Clayton) 4:33
7. Looking Back (= Reflections) (Thelonious Monk/Jon Hendricks) 4:51
8. Soaring (Lotus Blossom) (Kenny Dorham/Judy Niemack) 4:49
9. Haperchance (Jay Clayton/Jay Anderson) 2:13
10. Eagle Poem (Judy Niemack/Joy Harjo) 6:28
11. He’s a Man (Sagittarius) (Curtis Fuller/Judy Niemack) 5:41
12. Like Water Off a Stray Dog (Judy Niemack) 5:11
13. Badadadat (Jerry Granelli/Jay Clayton) 2:43
14. Wondering (Judy Niemack) 4:57

## Rezeption
Nach Ansicht von Katchie Cartwright, die das Album in All About Jazz rezensierte, ist Voices in Flight eine ergreifende Sammlung von Duetten, Trios und Quartettauftritten von fünf wunderbaren Musikern, die zufällig auch alte Freunde sind. Das Album sei schlank, ehrlich und schön. Claytons wortlose Flüge sind typischerweise ebenso sanft, unprätentiös und herzlich wie ihre lyrischen Lesungen. Ihr Klangvokabular ist eigenwillig und entspricht ihrem Credo, in allen Dingen „wirklich Sie selbst“ zu sein, ohne Künstlichkeit oder Nachahmung. Einfühlsam begleitet von John Di Martinos kristallklarem Klavier und Jay Andersons Kontrabass, verdeutlicht ihre authentische und bewegende Interpretation von Thelonious Monks „Reflections“ mit Texten von Jon Hendricks („Looking Back“) diese Haltung auf wunderbare Weise.